# Kelvin Graham
Kelvin Graham (27 avril 1964) est un kayakiste australien pratiquant la course en ligne.

## Palmarès

### Jeux olympiques de canoë-kayak course en ligne
- 1988 à Séoul,  Corée du Sud
  -  Médaille de bronze en K-2 1000 m
- 1992 à Barcelone,  Espagne
  -  Médaille de bronze en K-4 1000 m avec Ian Rowling, Ramon Andersson et Steven Wood[1].